# Trametes leonina
Trametes leonina är en svampart som först beskrevs av Johann Friedrich Klotzsch, och fick sitt nu gällande namn av Narcisse Theophile Patouillard 1952. Trametes leonina ingår i släktet Trametes och familjen Polyporaceae.   Inga underarter finns listade i Catalogue of Life.